# Háromszög csillagkép

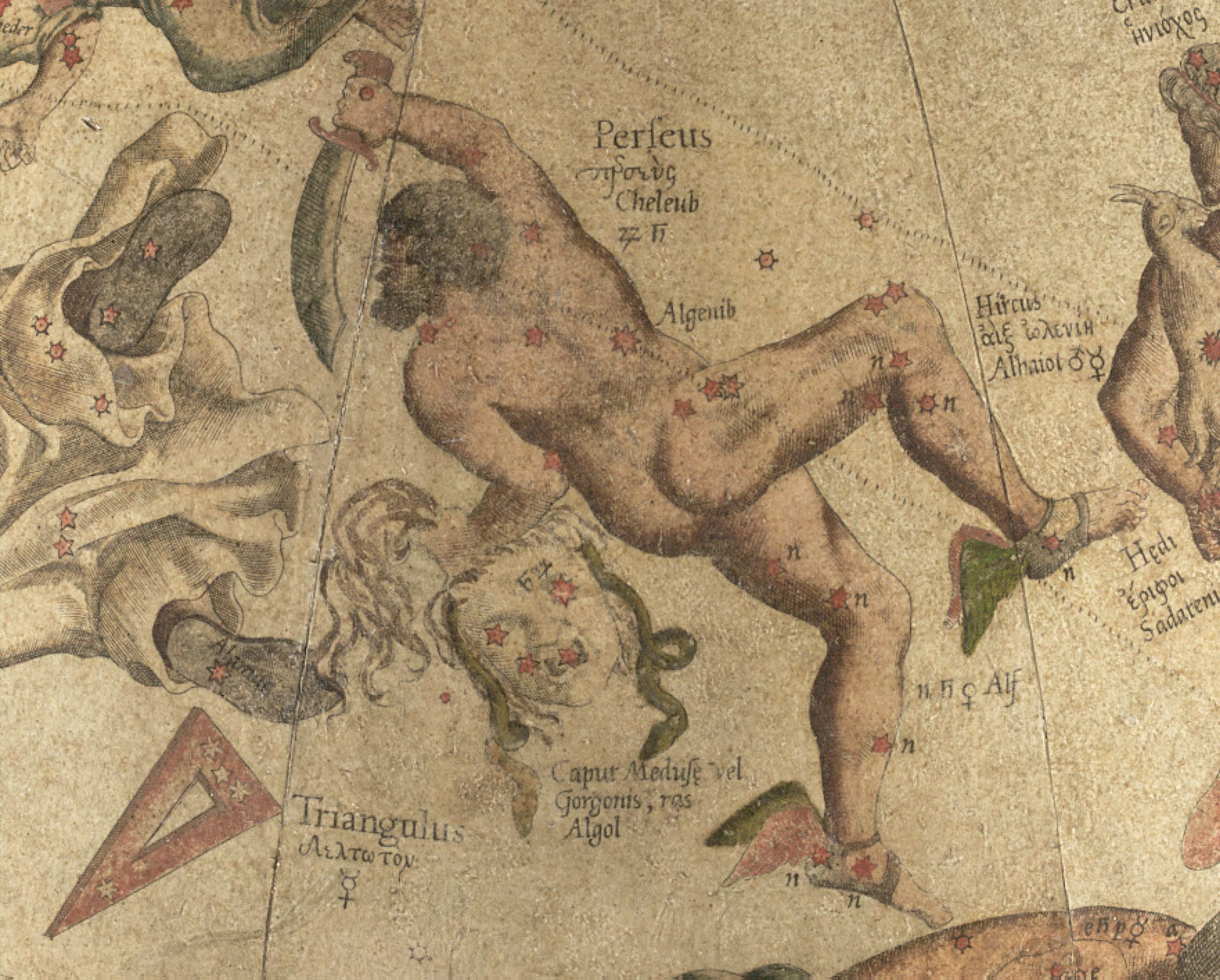
A Háromszög csillagkép

A Háromszög csillagkép

A Háromszög (vagy Északi Háromszög) (latin: Triangulum) egy csillagkép.

## Története, mitológia
A csillagkép története visszanyúlik a babiloni időkhöz, bár nem tudni, miért ezt a három szerény csillagot választották. Az ókori görögök Deltotonnak hívták, mivel alakja erősen hasonlít a görög delta betűre.
A római mitológia szerint Ceres, mint a mai szicíliai Enna város védnöke Iuppiternél közbenjárt, hogy Szicíliát emelje a mennyekbe. Így a szigethez hasonló háromszögű csillagképet, mint Szicília égi megfelelőjét tisztelték. Olyan feltevés is akad, miszerint a Nílus szintén termékeny földű deltáját jelképezi.

## Látnivalók

### Csillagok
- α Trianguli - Caput Trianguli (A háromszög feje), Australis Atria 1,91m, K2 osztály, távolsága 420 fényév (3,4 magnitúdós, halvány kísérője van)
- β Trianguli: Australis, fehér színű, 2,83m-s óriás, F2 osztály, távolsága 40 fényév (egy halvány társa van)
- γ Trianguli: Australis, 2,87m, A1 osztály, 180 fényév
- ι Trianguli: egy ötödrendű aranysárga- és egy hetedrendű kék színű csillagból álló, kis távcsővel, erős nagyítással felbontható kettőscsillag
- 6 Trianguli: szintén ötöd- és hetedrendű komponensekből álló kettős

### Mélyég-objektumok
- M33 (NGC 598) spirálgalaxis

## Fordítás
- Ez a szócikk részben vagy egészben  a   Triangulum című angol Wikipédia-szócikk fordításán alapul.  Az eredeti cikk szerkesztőit annak laptörténete sorolja fel. Ez a jelzés csupán a megfogalmazás eredetét és a szerzői jogokat jelzi, nem szolgál a cikkben szereplő információk forrásmegjelöléseként.